# Rallye du Chablais
Le Rallye du Chablais est une épreuve automobile comptant pour le championnat suisse des rallyes depuis 2004. Depuis 2009, il est inscrit au calendrier international de la FIA. Le centre du rallye est à Aigle, canton de Vaud en Suisse. La manifestation est parrainée par Sébastien Loeb, multiple champion du monde, qui l'a remportée en 2012, 2013, 2017 et 2025

## Historique
Le rallye du Chablais est créé en 2004 pour succéder au rallye des Alpes vaudoises qui s'est terminé après l'édition 2003 à la suite d'un accident mortel,.
En 2015, le rallye déplace son centre névralgique à Aigle afin d'offrir plus d'espace à l'organisation et aux pilotes.
Le rallye augmente sa visibilité internationale en 2017 en intégrant le trophée alpin des rallyes FIA.
Depuis la fin des années 2010, le rallye promeut les énergies alternatives. Il propose en 2018 le Green Motion Electro-Rallye, un rallye de régularité pour véhicules électriques, puis intègre la coupe E-Rallye de régularité FIA en 2019.
En 2018 et 2019, le champion du monde Ari Vatanen officie en tant qu'ouvreur au volant d'une BMW M3 E30.
L'édition 2020 est annulée en raison de la pandémie de Covid-19.
Le rallye proposant également une catégorie VHC (véhicule historique de compétition), il rejoint le calendrier du championnat d'Europe des rallyes historiques de la FIA en 2022.

## Palmarès
| Édition | Vainqueur                              | Copilote                               | Voiture                                |
| ------- | -------------------------------------- | -------------------------------------- | -------------------------------------- |
| 2004    | Jean-Philippe Radoux                   | Jean-Noël Grégoire                     | Ford Escort WRC                        |
| 2005    | Patrick Müller                         | Frédéric Lugrin                        | Subaru Impreza S4 WRC                  |
| 2006    | Antonio Galli                          | Giusva Pagani                          | Citroën C2 S1600                       |
| 2007    | Olivier Burri                          | Fabrice Gordon                         | Subaru Impreza WRX STI                 |
| 2008    | Grégoire Hotz                          | Pietro Ravasi                          | Peugeot 207 S2000                      |
| 2009    | Florian Gonon                          | Sandra Arlettaz                        | Subaru Impreza WRX STI                 |
| 2010    | Grégoire Hotz                          | Pietro Ravasi                          | Peugeot 207 S2000                      |
| 2011    | Florian Gonon                          | Sandra Arlettaz                        | Subaru Impreza WRX STI                 |
| 2012    | Sébastien Loeb                         | Daniel Elena                           | Citroën DS3 WRC                        |
| 2013    | Sébastien Loeb                         | Séverine Loeb                          | Citroën DS3 WRC                        |
| 2014    | Ivan Ballinari                         | Paolo Pianca                           | Peugeot 207 S2000                      |
| 2015    | Sébastien Carron                       | Lucien Revaz                           | Ford Fiesta R5                         |
| 2016    | Sébastien Carron                       | Lucien Revaz                           | Ford Fiesta R5                         |
| 2017    | Sébastien Loeb                         | Séverine Loeb                          | Peugeot 208 T16                        |
| 2018    | Steeves Schneeberger                   | Isabelle Schneeberger-Rey              | Ford Fiesta R5                         |
| 2019    | Sébastien Carron                       | Lucien Revaz                           | Volkswagen Polo R5                     |
| 2020    | Épreuve annulée (pandémie de Covid-19) | Épreuve annulée (pandémie de Covid-19) | Épreuve annulée (pandémie de Covid-19) |
| 2021    | Sébastien Carron                       | Lucien Revaz                           | Škoda Fabia Rally2 evo                 |
| 2022    | Jonathan Michellod                     | Stéphane Fellay                        | Škoda Fabia Rally2 evo                 |
| 2023    | Jonathan Hirschi                       | Sarah Lattion                          | Citroën C3 Rally2                      |
| 2024    | Mike Coppens                           | Christophe Roux                        | Škoda Fabia Rally2 evo                 |
| 2025    | Sébastien Loeb                         | Laurène Godey                          | Alpine A110 Rallye GT+                 |